# Železniční trať Týniště nad Orlicí – Meziměstí
Železniční trať Týniště na Orlicí – Meziměstí (v jízdním řádu označena čísly 026 a 027) se nachází na území Královéhradeckého kraje a vede z Týniště nad Orlicí do Meziměstí.

## Historie
List povolení Františka Josefa I. ze dne 14. září roku 1872 udělil společnosti StEG státní právo ke stavbě a užívání dráhy z Chocně do Meziměstí (německý název Halbstadt) s drahami připojující Broumov. Společnost se zavázala, že dráhu započne stavět v šesti měsících ode dne schválení s tím, že ji během tří let dokončí a uvede do provozu.
Dráhu vlastnila a provozovala Rakouská společnost státní dráhy od roku 1875 až do svého zestátnění 1. ledna 1908.

### Co vypovídají staré jízdní řády
V roce 1900 byly podle tehdejšího jízdního řádu v provozu tyto stanice:
Týniště, Velké Petrovice, Bolehošť, Ledce-Klášter, Očelice, Opočno, Pohoří, Rohenice, Bohuslavice-Černčice, Černčice, Nové Město nad Metují, Vrchoviny, Václavice, Vysokov, Náchod, Běloves, Malé Poříčí, Hronov, Žabokrky, Police, Maršov, Metuj-Dědov, Softenthal, Teplice, Bohdašín, Březová, Meziměstí, Ruprechtice-Jetřichovice, Hynčice, Heřmánkov-Olivětín, Broumov, Otovice, Otovice-Kostel
| rok                                                         | provozovaná trať                                          | počet vlaků |
| ----------------------------------------------------------- | --------------------------------------------------------- | --- |
| 1900                                                        | 4 Os                                                      | |
| 1921 léto                                                   | 11 Choceň – Mittelsteine                                  | 5 Os Týniště – Václavice, 9 Os Václavice – Náchod, 5 Os Náchod – Teplice n. Met., 7 Os Teplice n. Met. – Meziměstí                                                                          |
| 1928/29 zima                                                | 151 Choceň – Meziměstí – Mittelsteine                     | 6 Os Týniště – Václavice, 11 Os Václavice – Náchod, 6 Os Náchod – Teplice n. Met., 7 Os Teplice n. Met. – Meziměstí                                                                         |
| 1937/38 zima                                                | 131 Choceň – Meziměstí – Mittelsteine                     | 8 Os Týniště – Václavice, 16 Os Václavice – Náchod, 9 Os Náchod – Meziměstí |
| 1944/45                                                     | 502a Choceň – Náchod – Wekelsdorf                         | 6 Os Týniště – Václavice, 1 R + 14 Os Václavice – Náchod, 1 R + 7 Os Náchod – Wekelsdorf (Teplice n. Met.)                                                                                  |
| 1944/45                                                     | 155e Matha-Mohren – Wekelsdorf – Halbstadt – Mittelsteine | 1 R + 10 Os Wekelsdorf – Halbstadt (Meziměstí |
| 1945/46                                                     | 2h Choceň – Meziměstí – Střední Stěnava                   | 2 R + 8 Os Týniště – Václavice, 2 R + 15 Os Václavice – Náchod, 2 R + 7 Os Náchod – Meziměstí                                                                                               |
| 1959/60                                                     | 2h Choceň – Meziměstí – Otovice kostel                    | 2 R + 12 Os Týniště – Václavice, 2 R + 19 Os Václavice – Náchod, 1 R + 14 Os Náchod – Police n. Met., 1 R + 10 Os Police n. Met. – Meziměstí                                                |
| 1988/89                                                     | 026 Choceň – Meziměstí – Otovice zastávka                 | 1 R + 12 Os Týniště – Václavice, 1 R + 21 Os Václavice – Náchod, 1 R + 11 Os Náchod – Meziměstí                                                                                             |
| 2002/03                                                     | 026 Týniště nad Orlicí – Otovice zastávka                 | 1 R + 15 Os Týniště – Václavice, 2 R + 23 Os Václavice – Náchod, 2 R + 20 Os Náchod – Hronov, 2 R + 11 Os Hronov – Meziměstí                                                                |
| 2010/2011                                                   | 026 Týniště nad Orlicí – Broumov                          | 15 Os Týniště – Václavice, 28 Os Václavice – Náchod, 24 Os Náchod – Hronov, 20 Os Hronov – Meziměstí                                                                                        |
| 2016/2017                                                   | 026 Tyniště nad Orlicí – Broumov                          | 22 Os + 6 Sp Týniště n. Orlicí – Václavice 28 Os + 34 Sp + 2 R Václavice – Náchod 12 Os + 30 Sp + 2 R Náchod – Hronov 5 Os + 28 Sp + 2 R Hronov – Meziměstí 8 Os + 24 Sp Meziměstí – Náchod |
| Vysvětlivky R – rychlík, Sp - spěšný vlak, Os – osobní vlak |                                                           | |

## Navazující tratě
- Týniště nad Orlicí
  - Železniční trať Velký Osek – Choceň
  - Železniční trať Týniště nad Orlicí – Letohrad
- Opočno pod Orlickými horami
  - Železniční trať Opočno pod Orlickými horami – Dobruška
- Václavice
  - Železniční trať Václavice–Starkoč
- Teplice nad Metují
  - Železniční trať Trutnov – Teplice nad Metují
- Meziměstí
  - Železniční trať Wałbrzych - Meziměstí
  - Železniční trať Meziměstí – Ścinawka Średnia

## Galerie

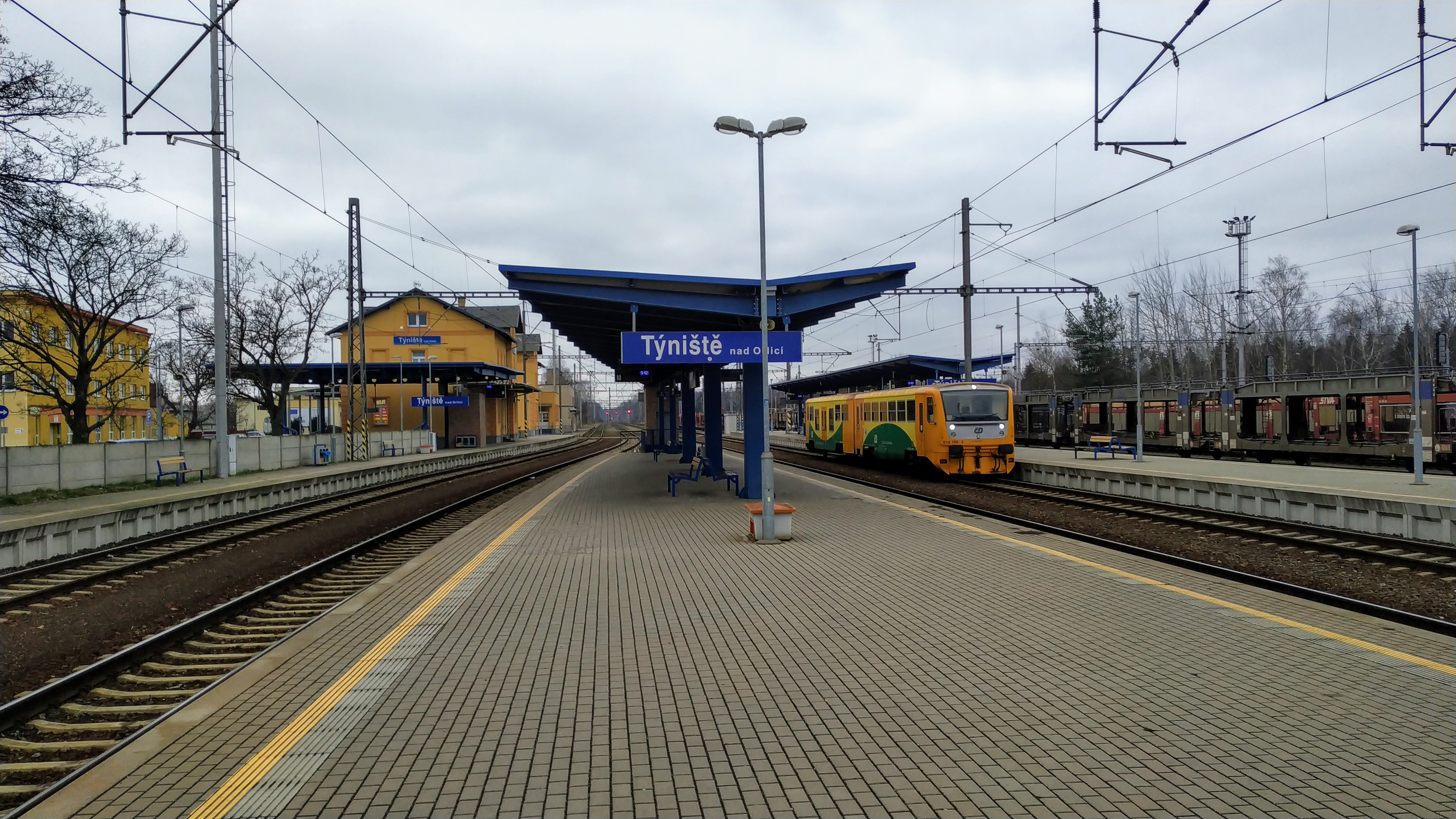
Týniště nad Orlicí
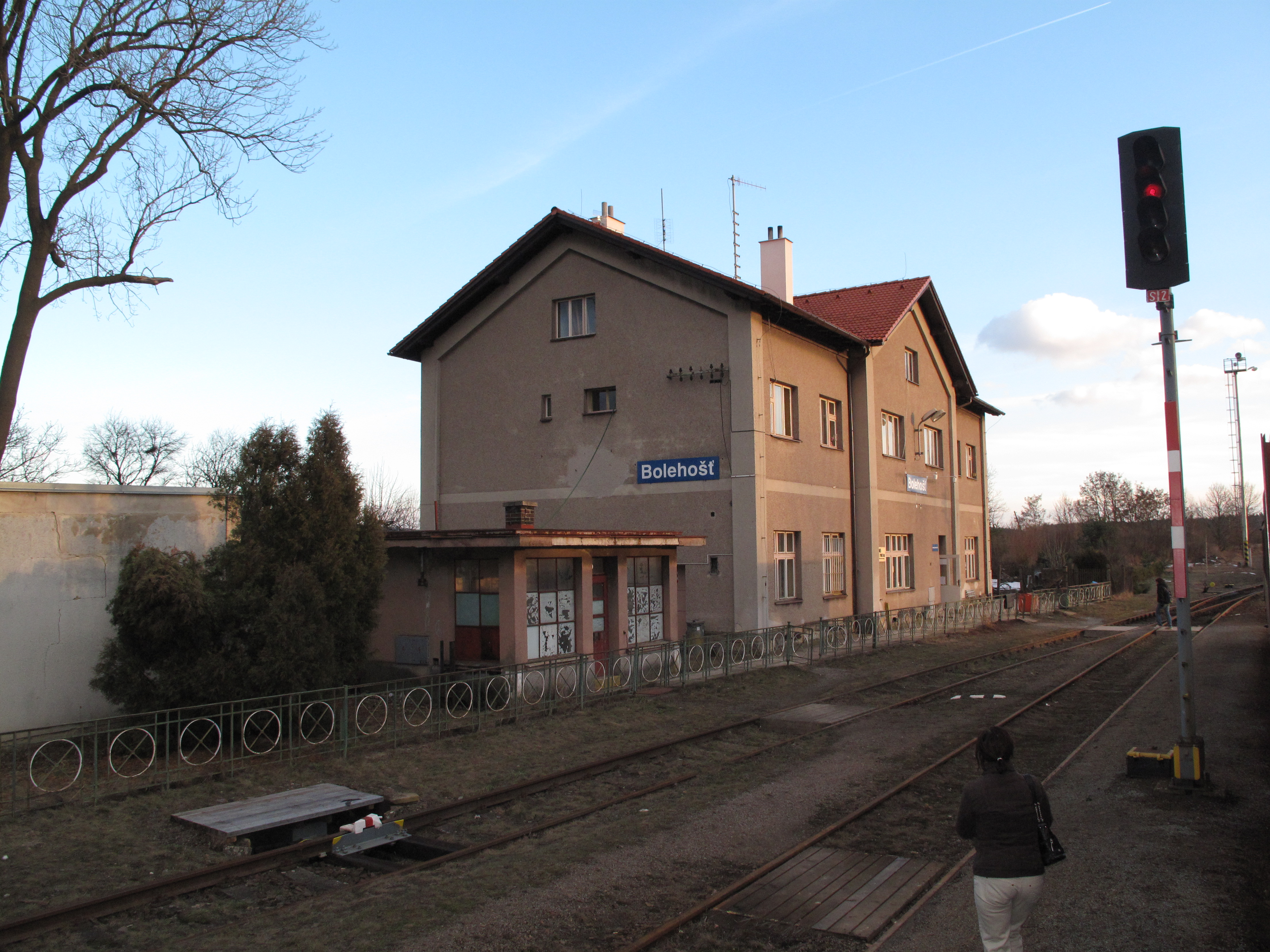
Bolehošť
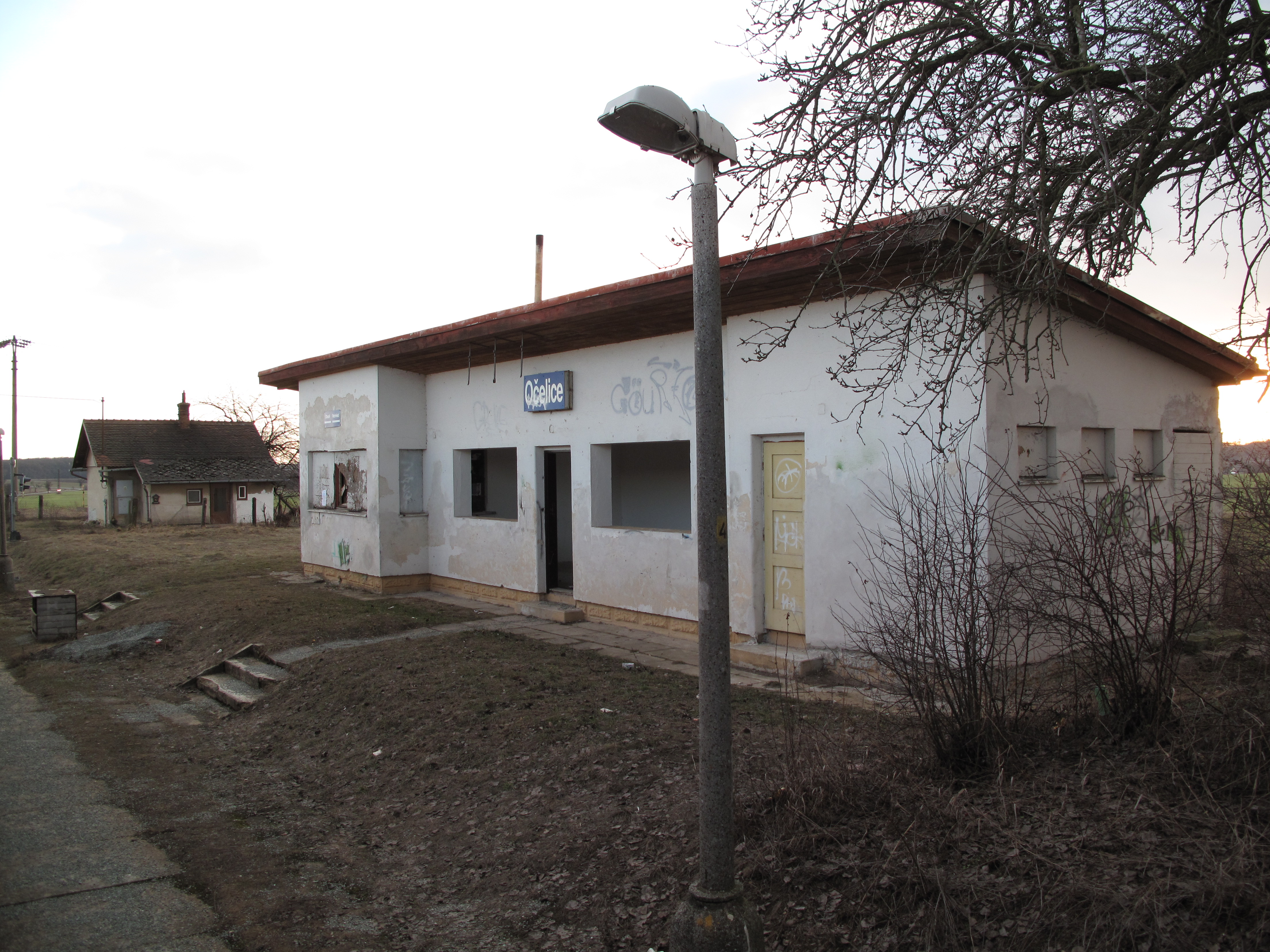
Očelice
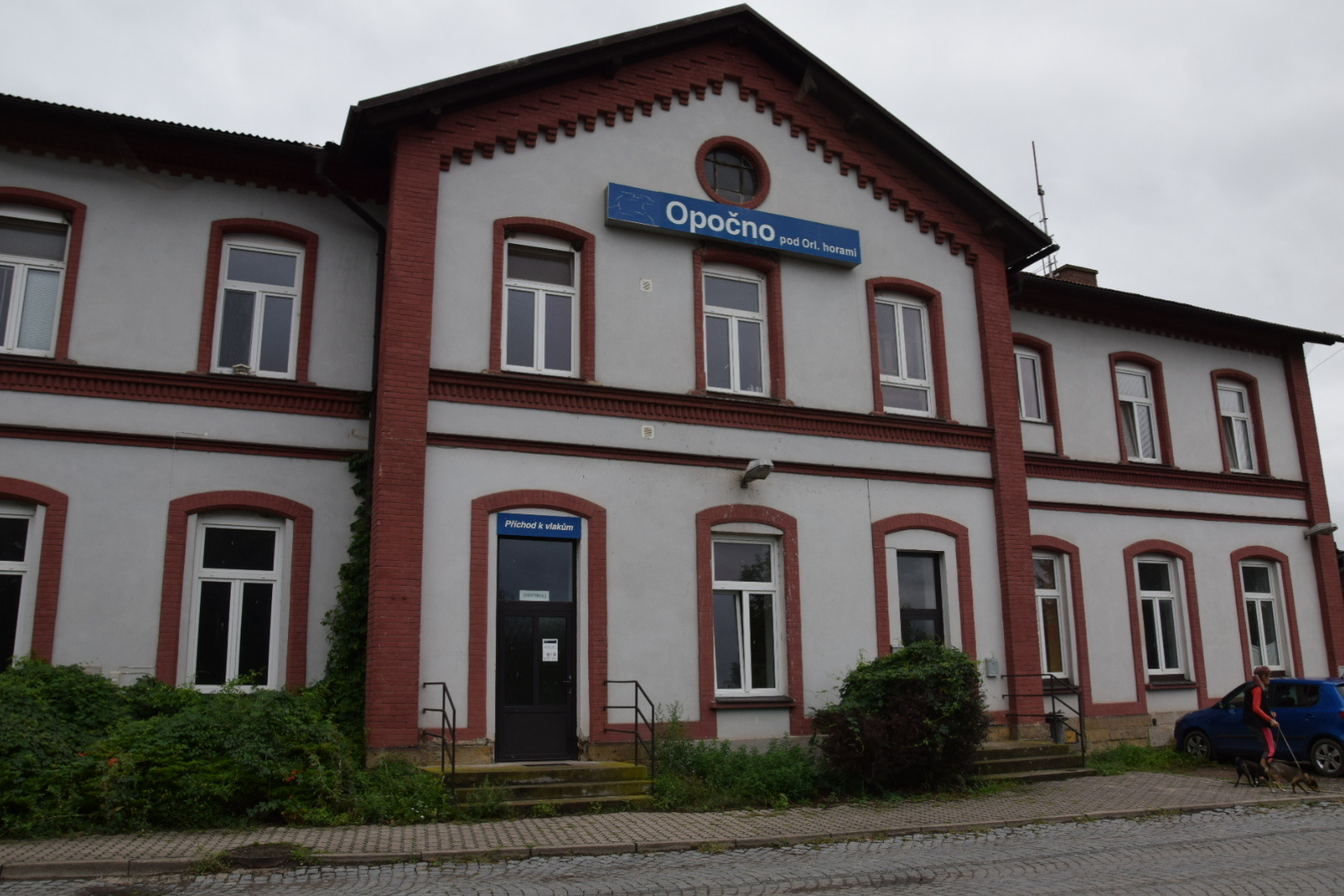
Opočno pod Orlickými horami
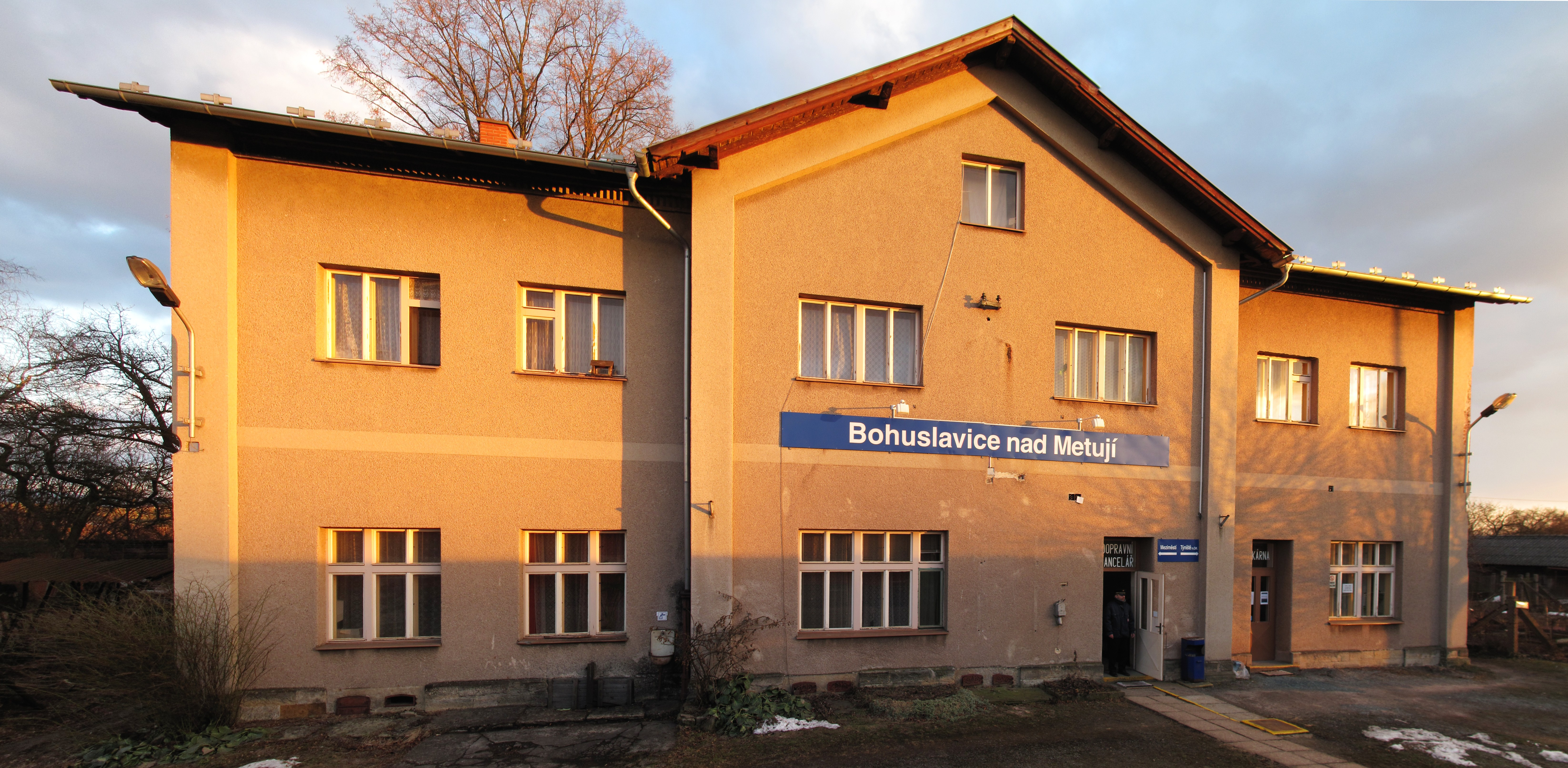
Bohuslavice nad Metují
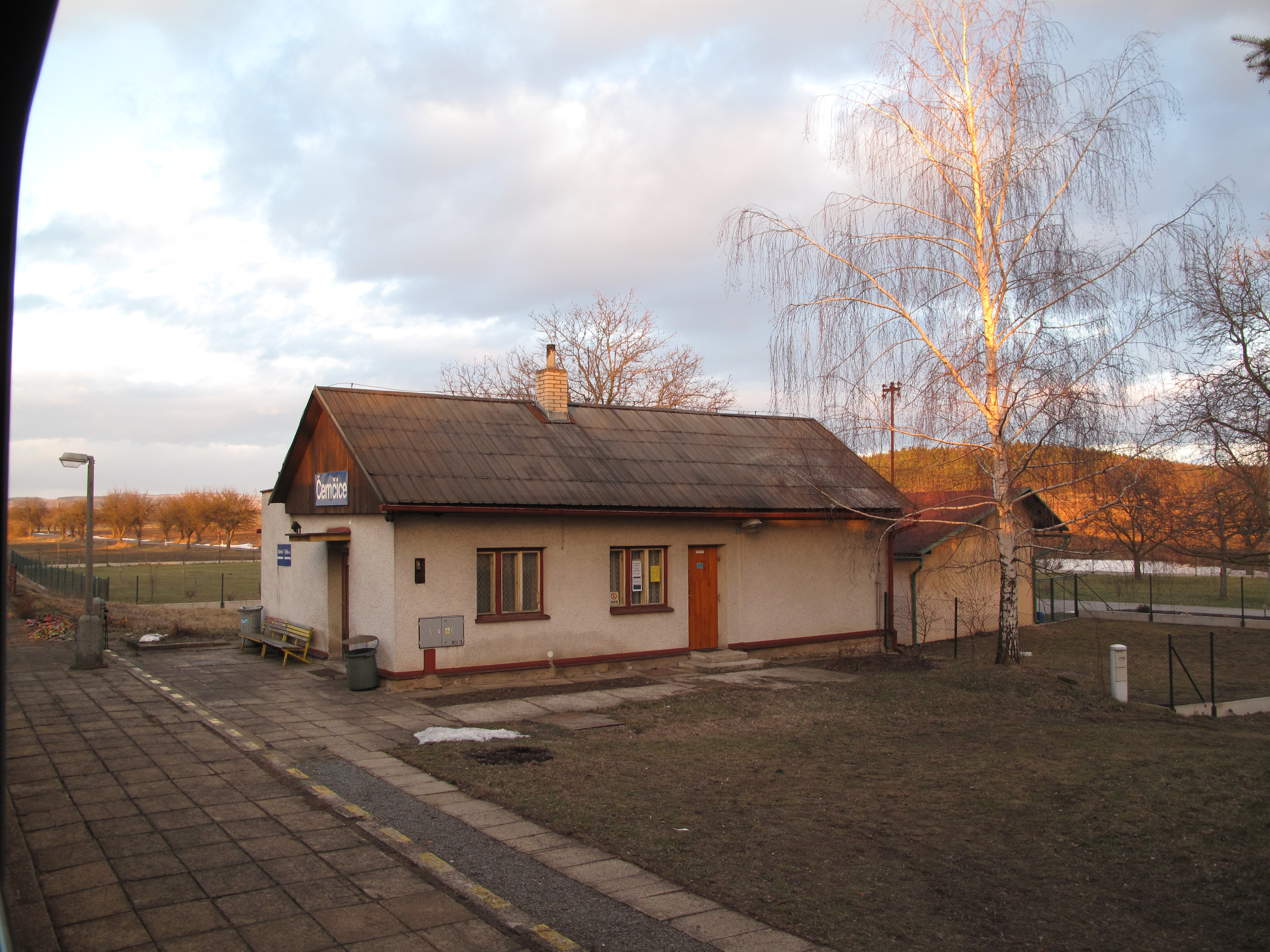
Černčice
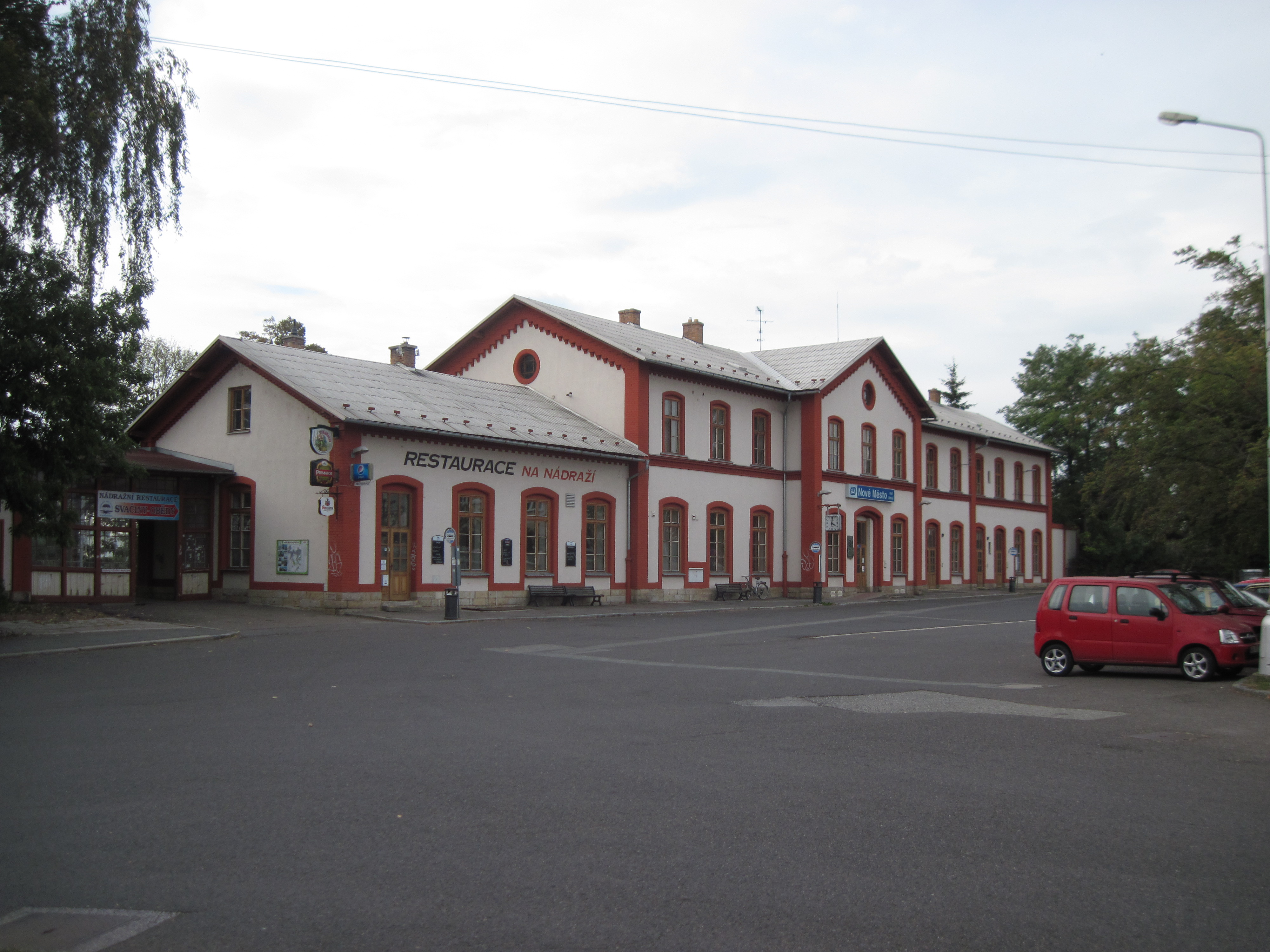
Nové Město nad Metují
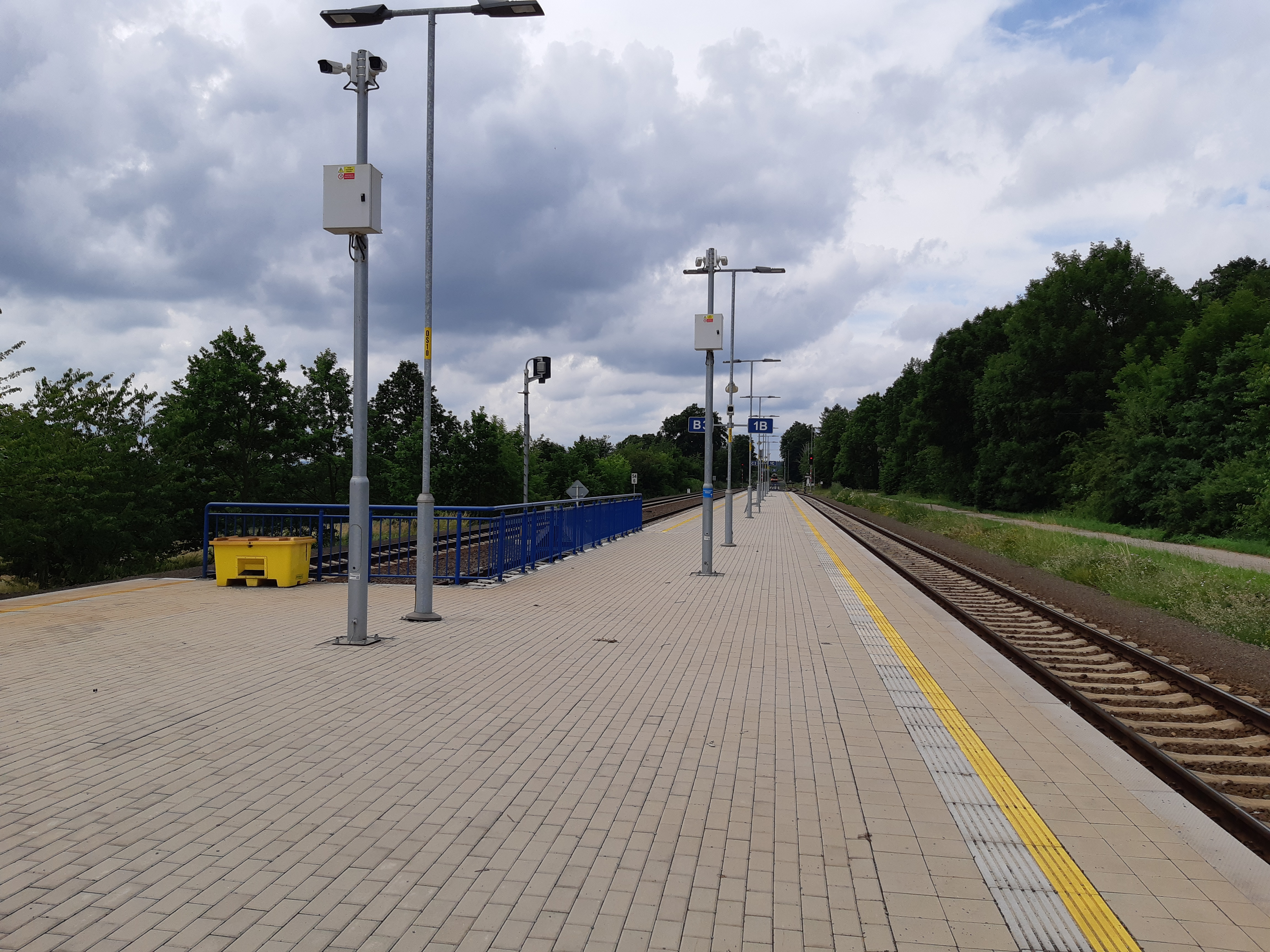
Václavice
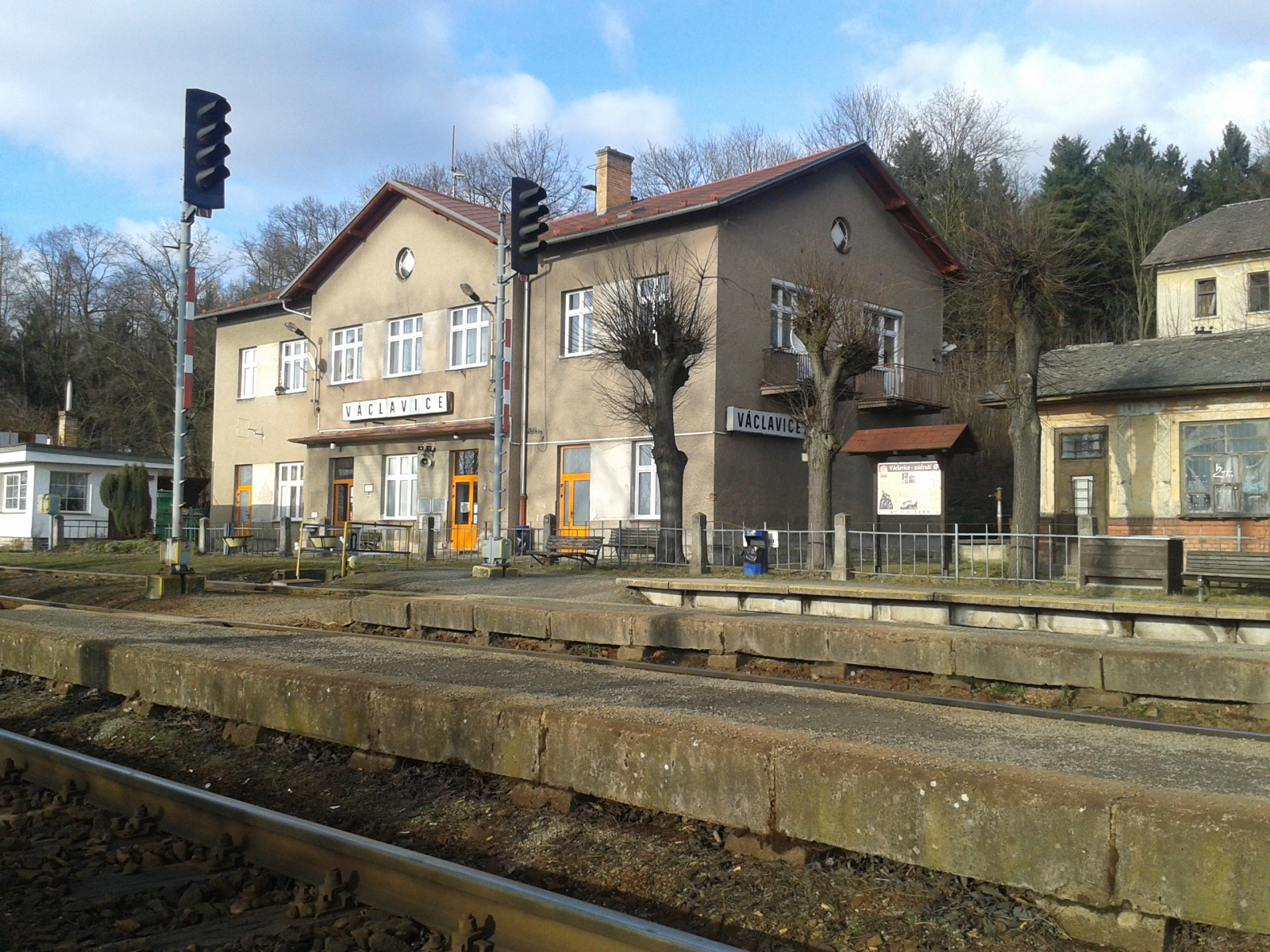
Václavice před rekonstrukcí
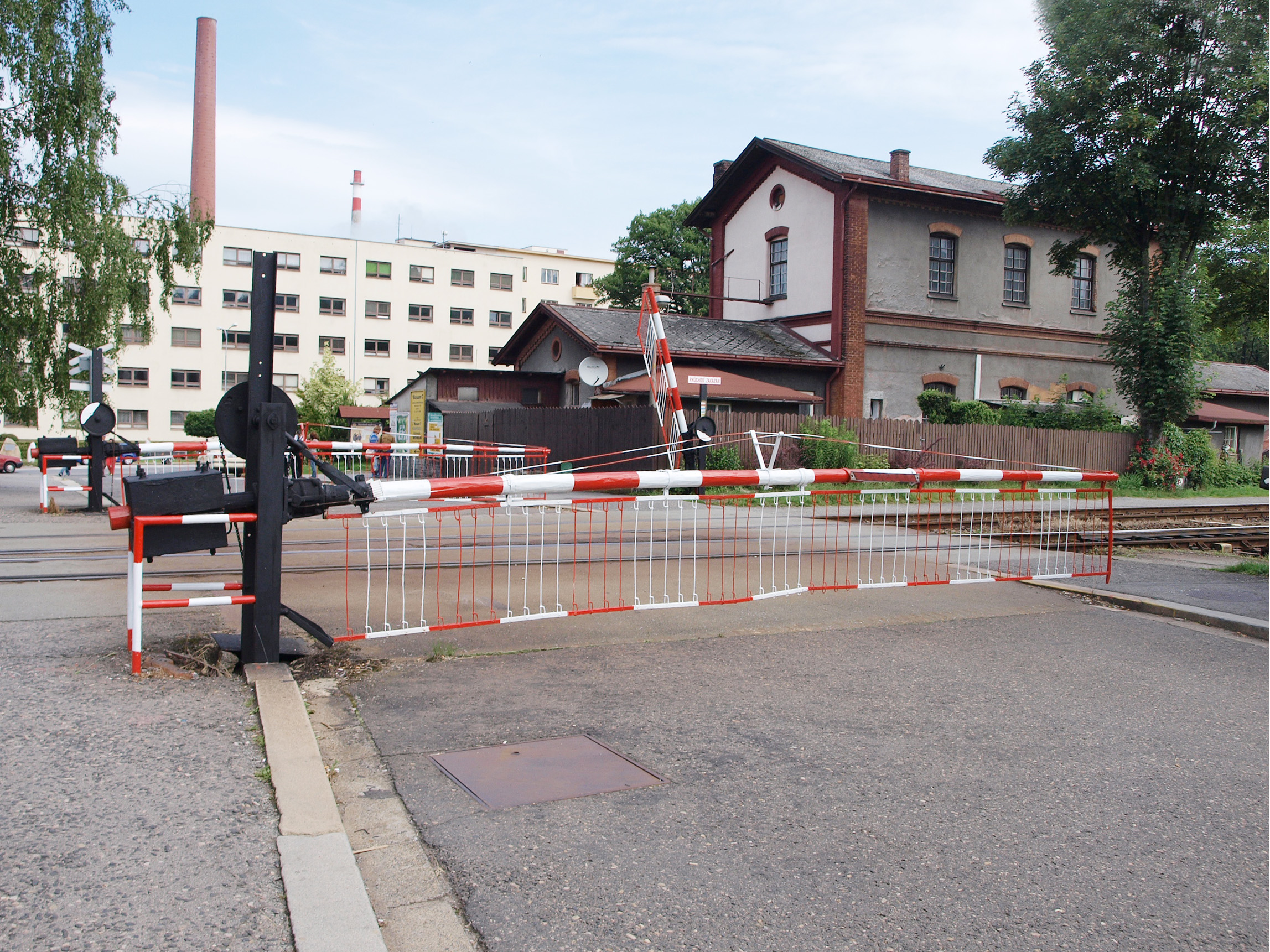
Závory nedaleko nádraží v Náchodě (nahrazeny v rámci rekonstrukce)
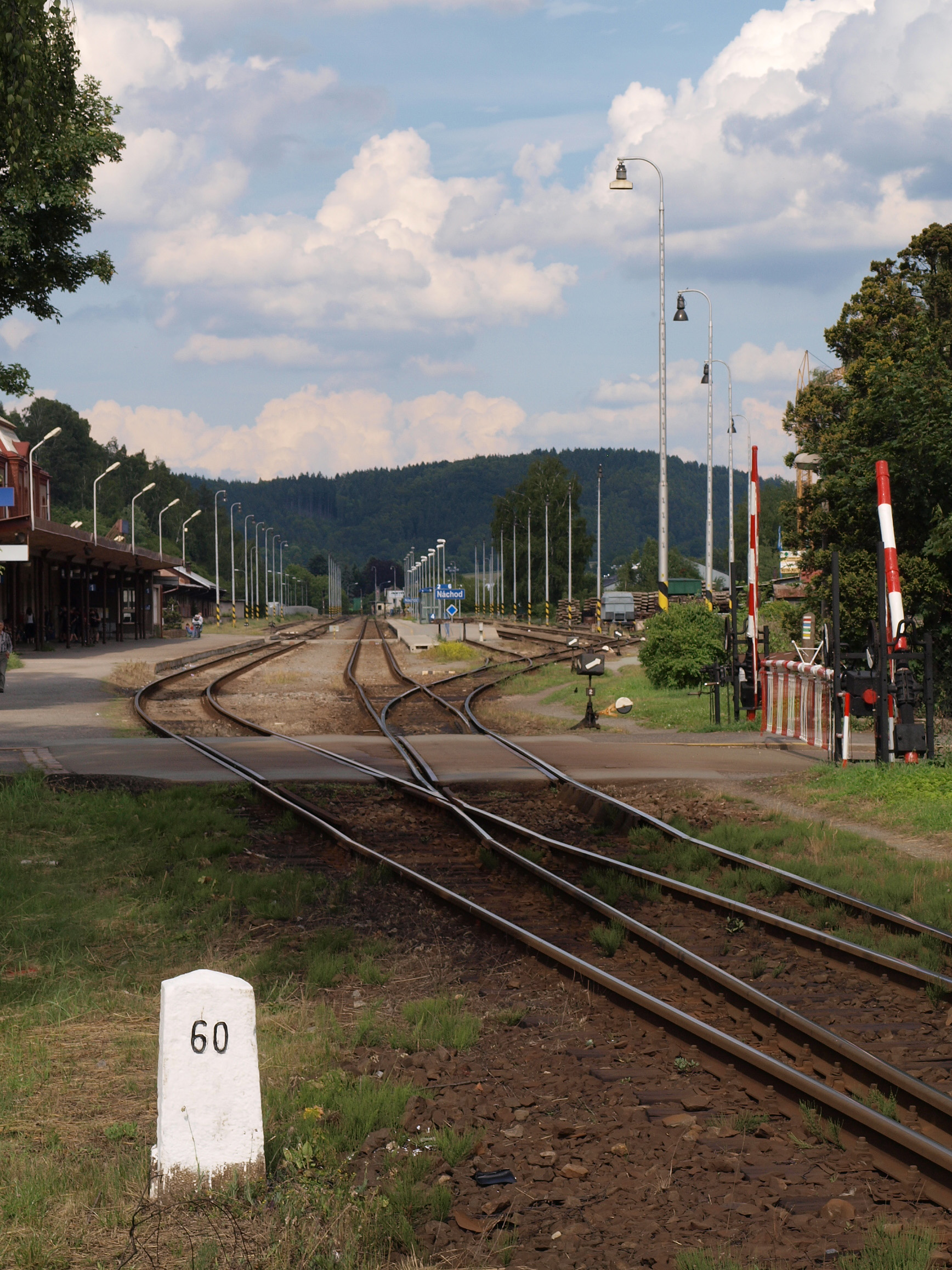
Kolejiště náchodského nádraží
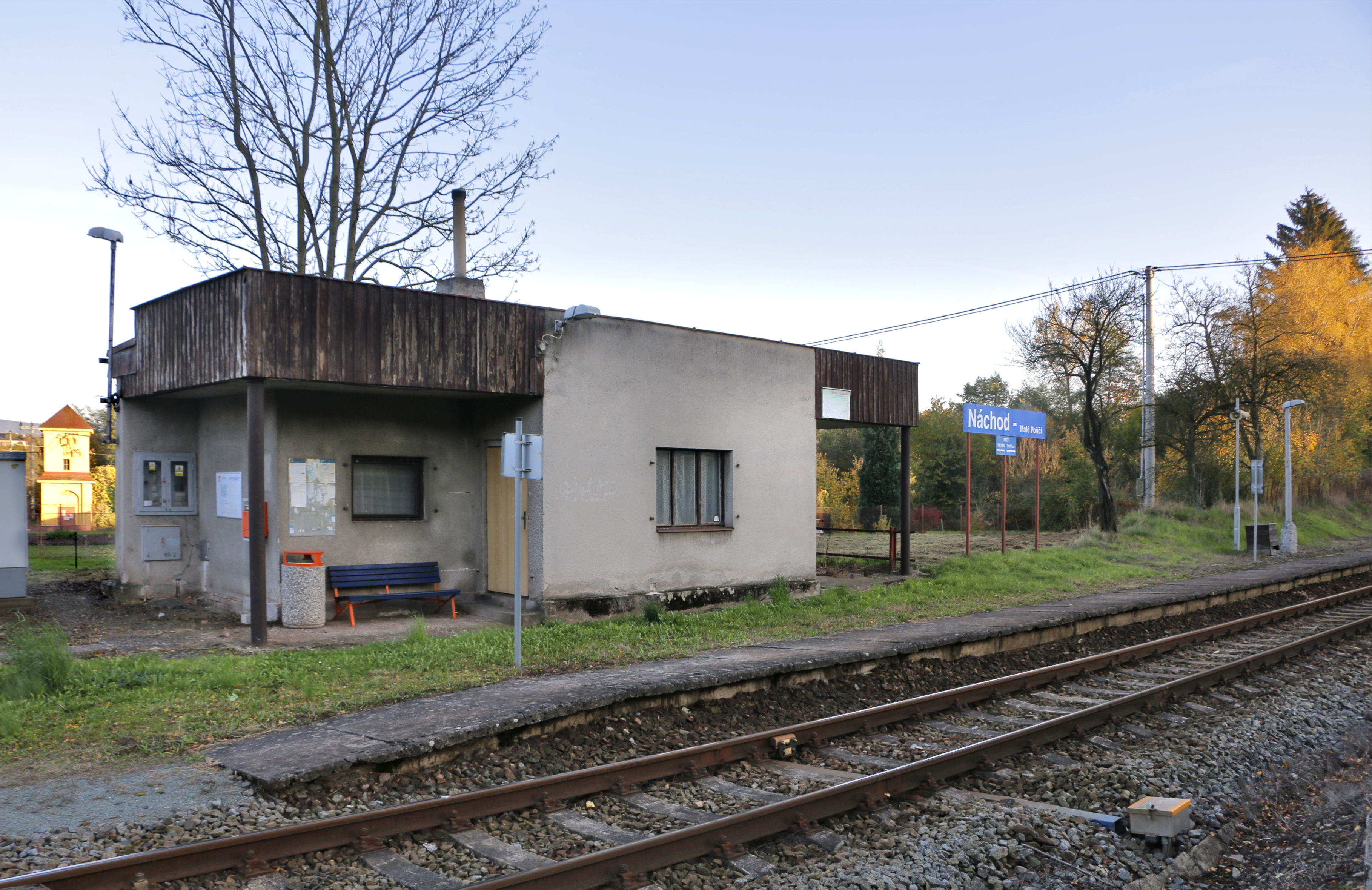
Malé Poříčí
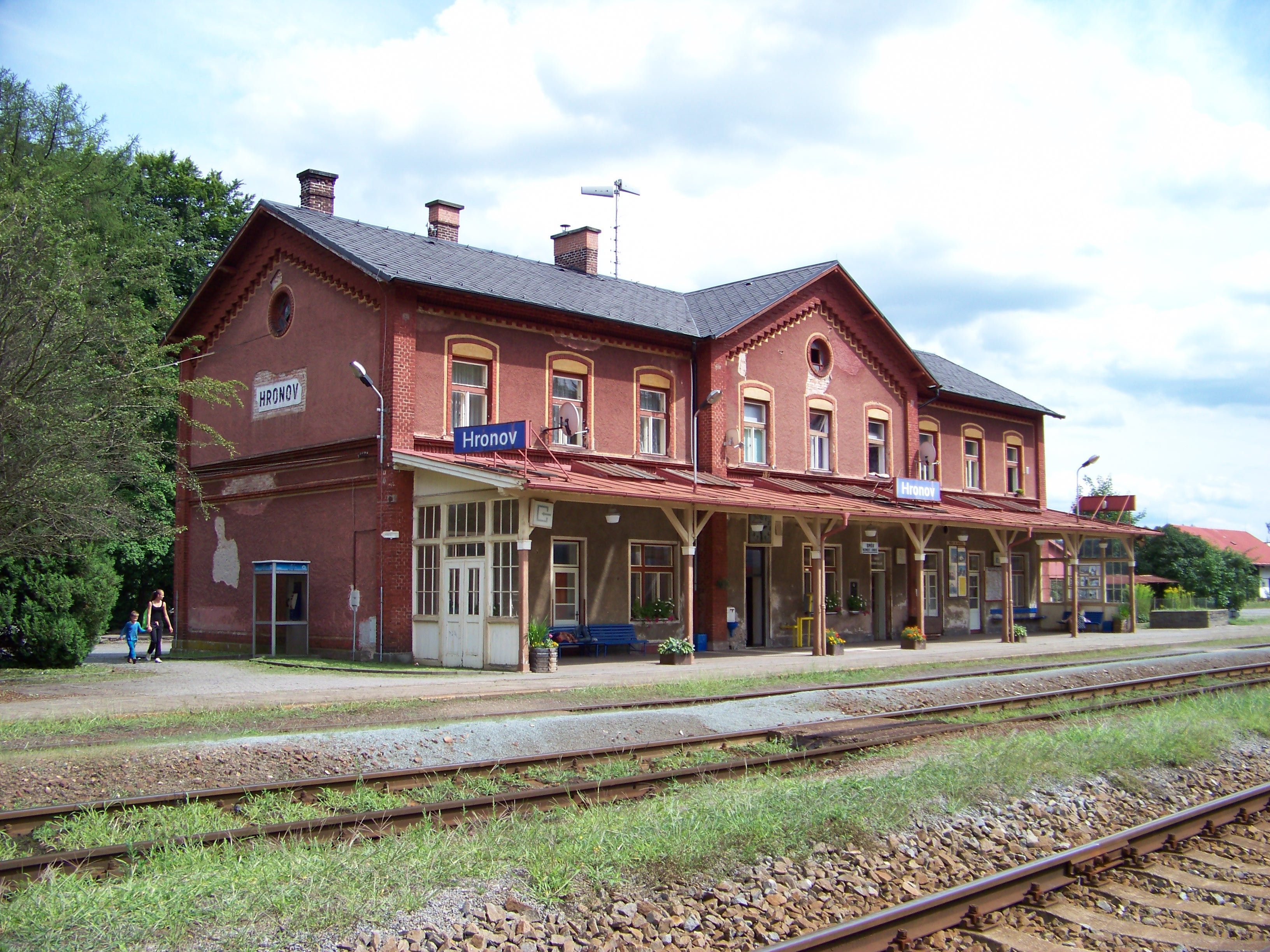
Hronov
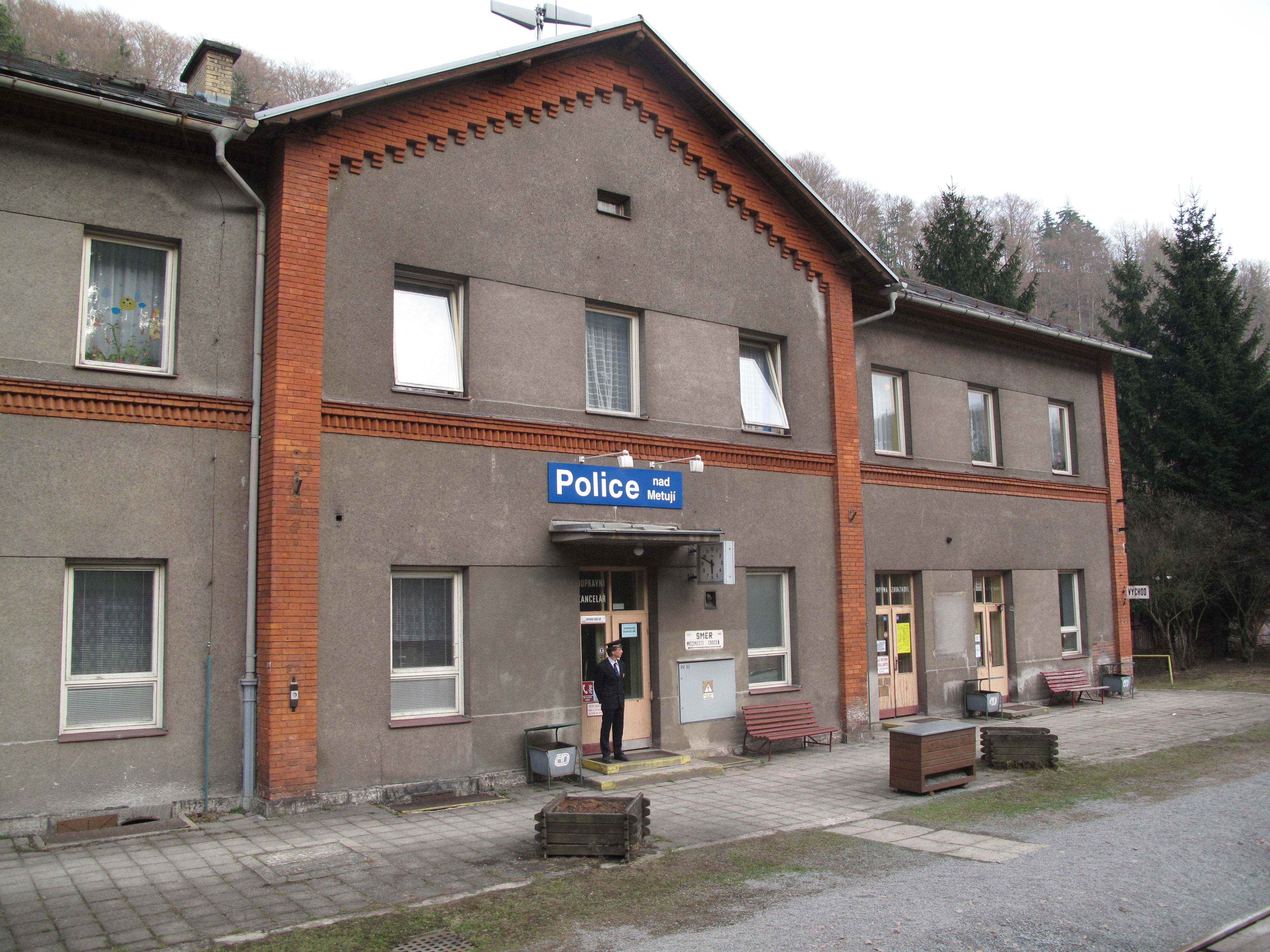
Police nad Metují
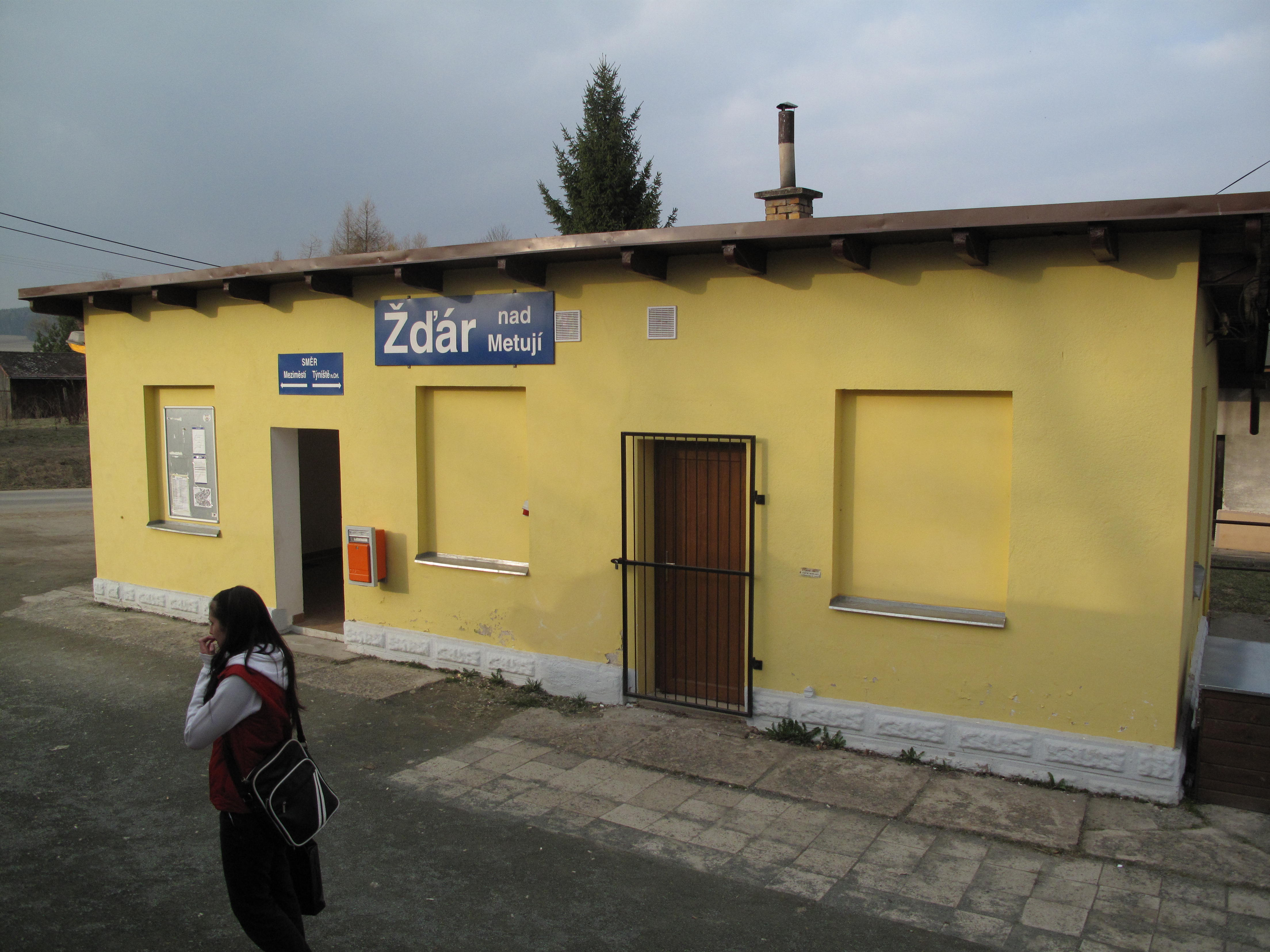
Žďár nad Metují
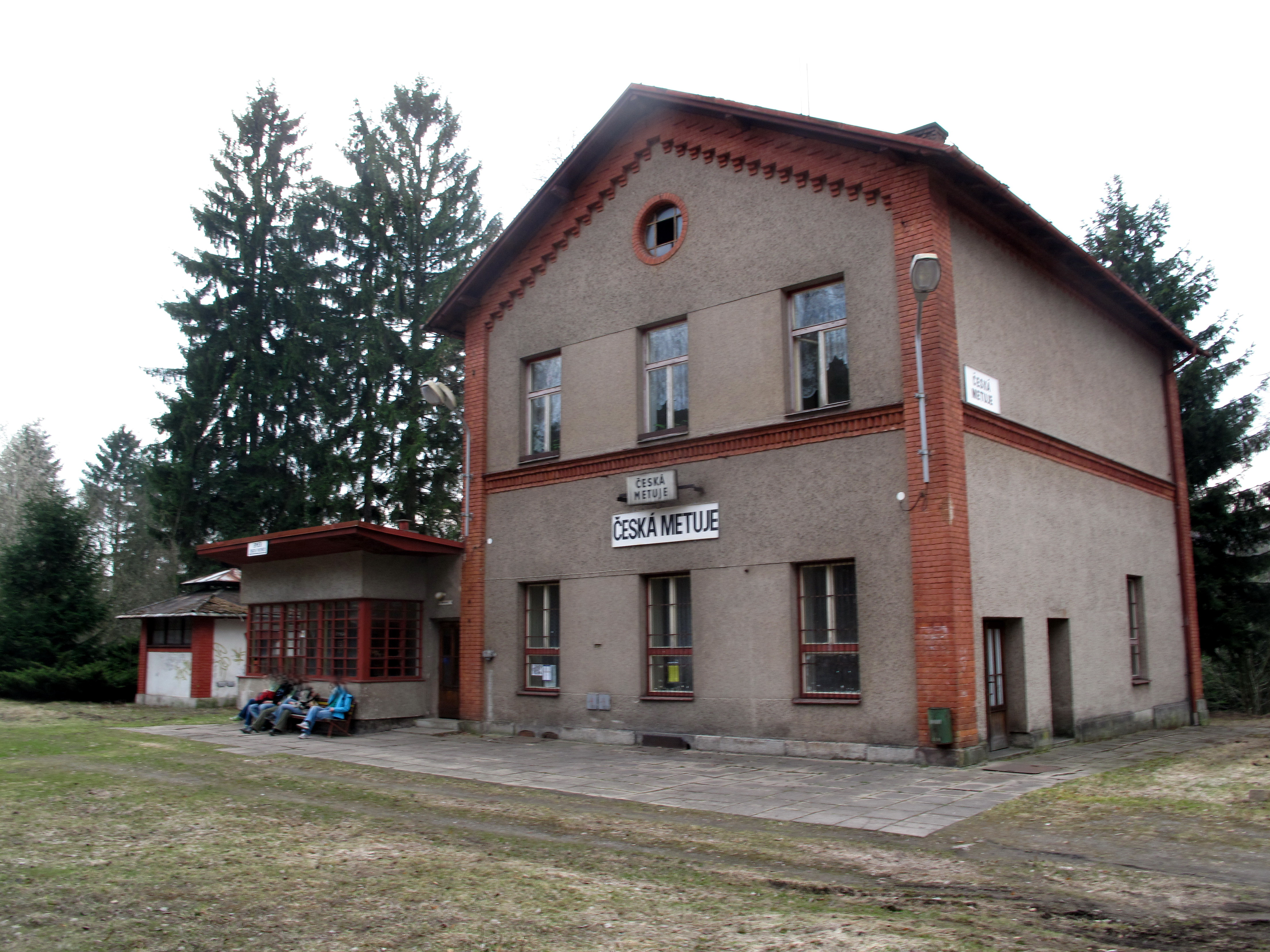
Česká Metuje
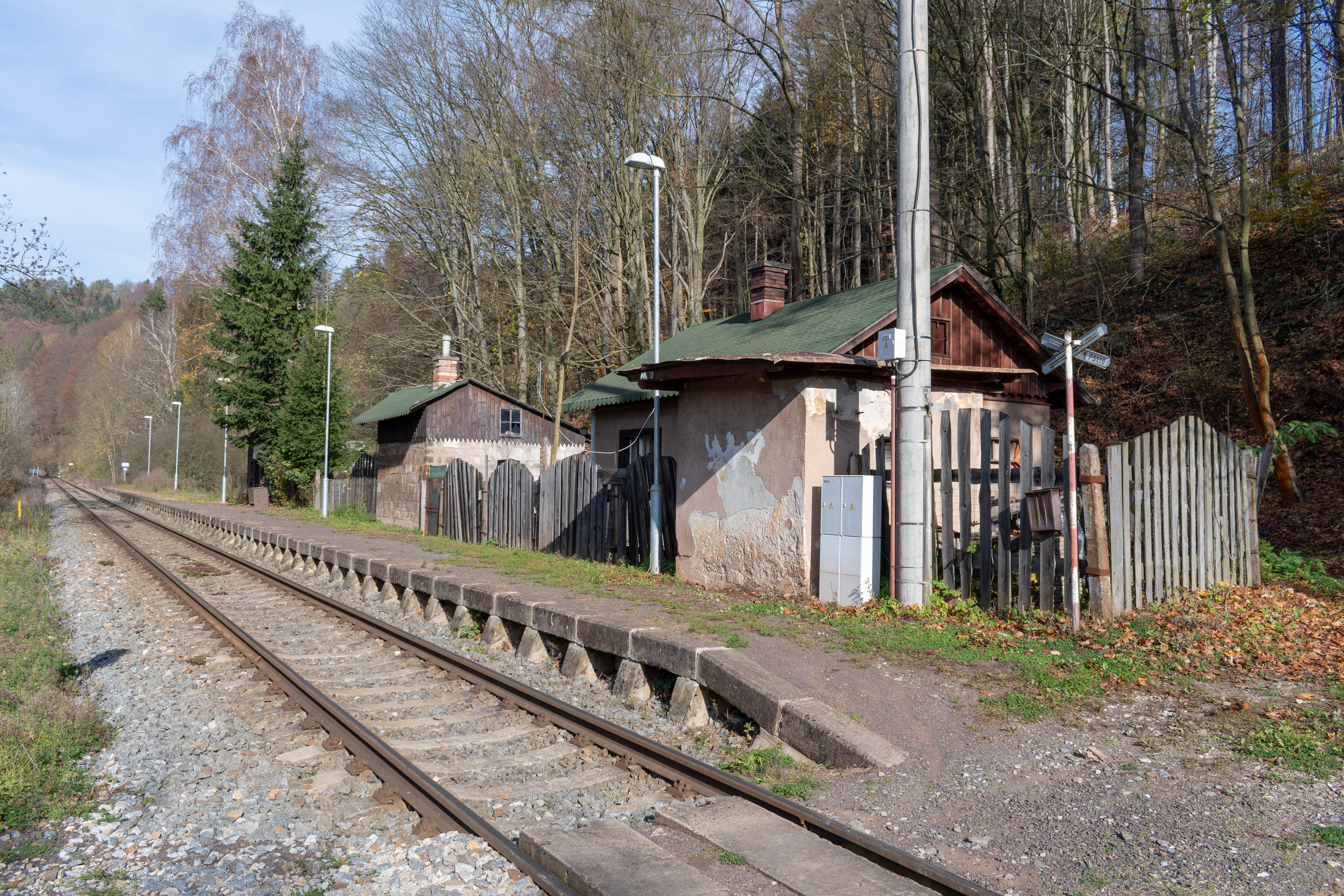
Dědov
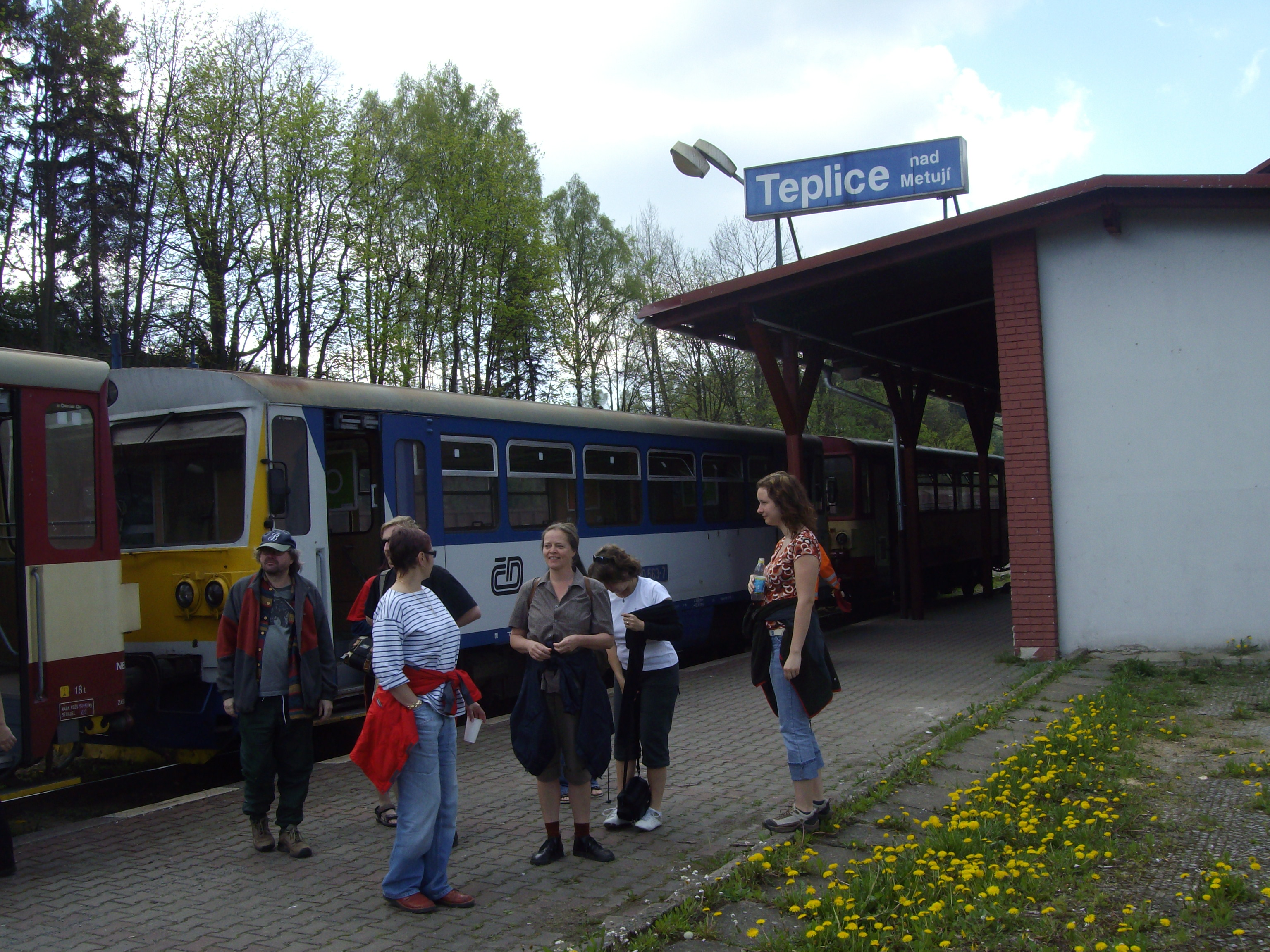
Teplice nad Metují
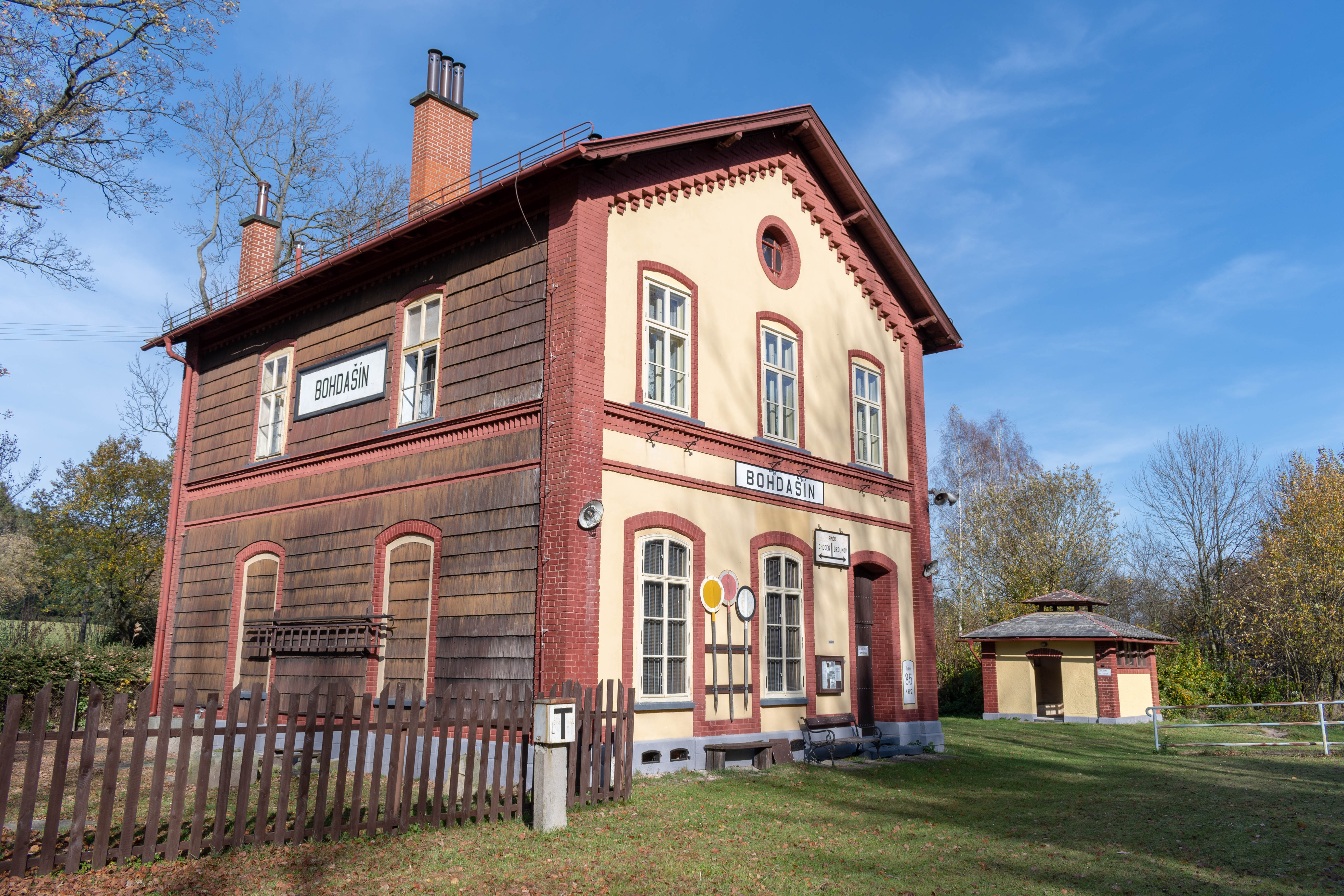
Bohdašín
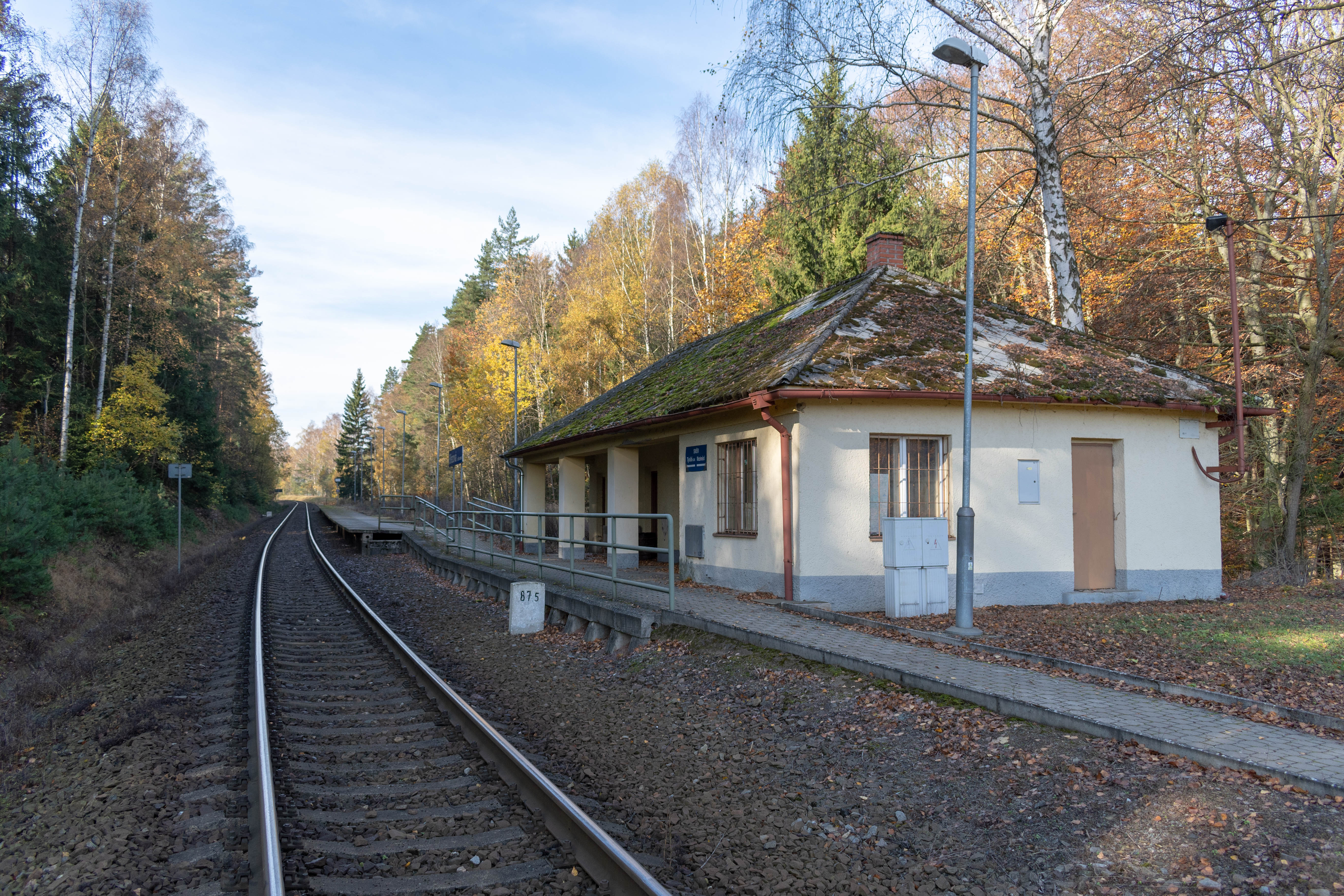
Březová u Broumova
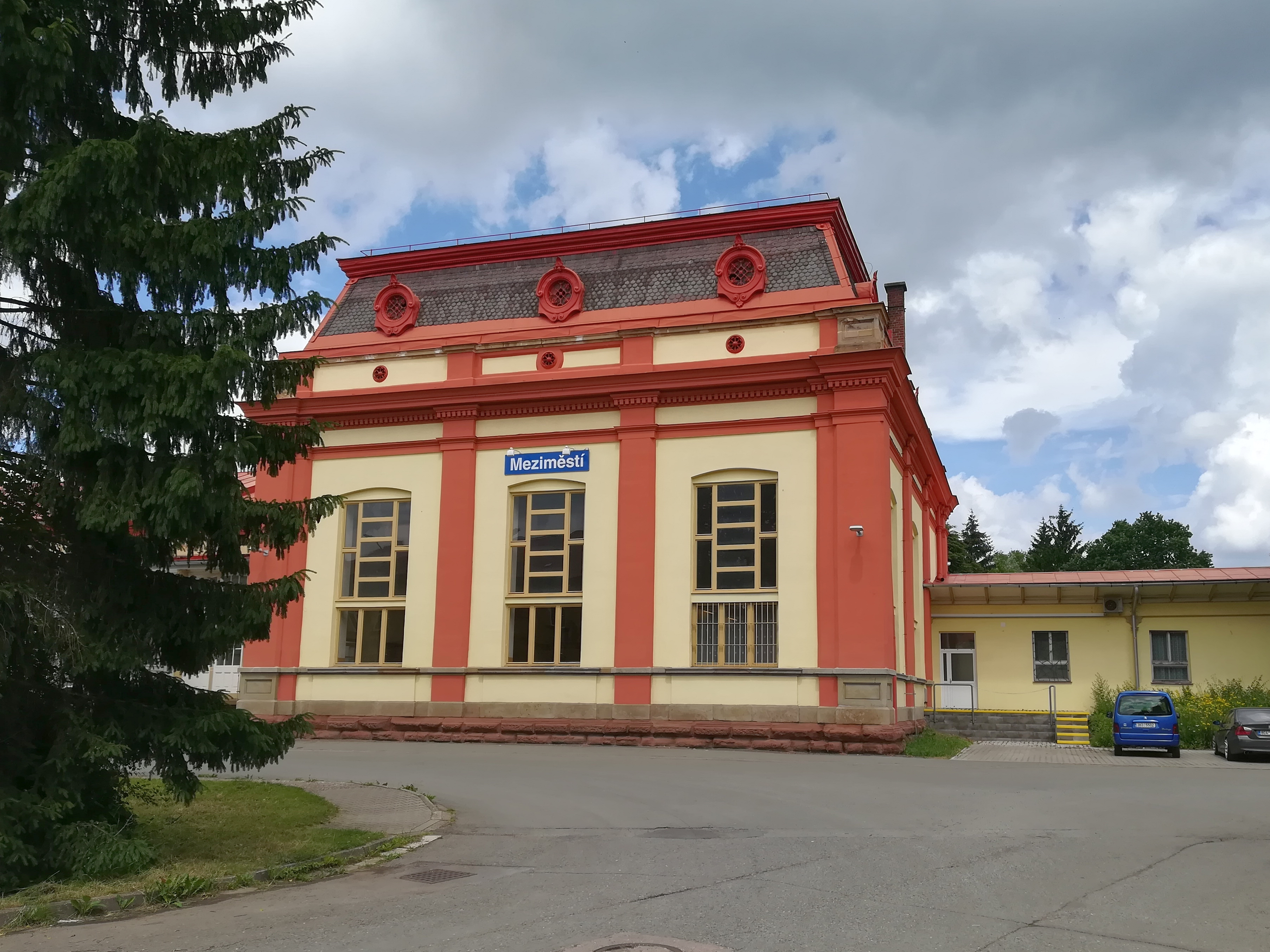
Meziměstí